# Pan i Pani Pells
Los Exitosos Pells (hiszp. Los Exitosos Pells) – argentyńska komedia z 2008 roku.

## Fabuła
Telenowela opowiada o małżeństwie Pells (Sol i Martínie) - para prowadzi wiadomości i jest uważana przez publiczność za kochające się i szczęśliwe małżeństwo. Dzięki sympatii, jaką wzbudzają u widzów program ma doskonałe wyniki oglądalności. Nikt nie podejrzewa, że całe to małżeństwo to farsa, którą kieruje Franco Andrada, właściciel kanału. Wszystko się komplikuje, kiedy niespodziewanie Martín ulega wypadkowi i zapada w śpiączkę. Andrada postanawia na jego miejsce zatrudnić bezrobotnego i nieco ociężałego umysłowo aktora, który nie ma pojęcia co się tak naprawdę dzieje. Nikt nie mówi prawdy, a pozory mylą. Serial pokazuje hipokryzję, która króluje w świecie telewizji.

## Obsada
- Carla Peterson - Sol Casenave/Pells.
- Mike Amigorena - Martín Pells y Gonzalo Echagüe
- Diego Ramos - Tomás Andrada.
- Hugo Arana - Franco Andrada.
- Andrea Bonelli - Amanda.
- Mirta Busnelli - Marcela Núñez.
- Claudia Fontán - Daniela.
- Lucrecia Blanco - Lily.
- Mex Urtizberea - Sergio.
- Walter Quiróz - Diego Planes.
- Fabián Arenillas - Ricardo.
- Federico Amador - Nacho.
- Diego Reinhold - Charly.
- Gastón Ricaud - Juan.